# Benátská Dalmácie
Benátská Dalmácie (latinsky Dalmatia Veneta, benátsky Dalmasia Veneta, italsky Dalmazia Veneziana, chorvatsky Mletačka Dalmacija) byl územní správní celek Benátské republiky, resp. Stato da Màr, v části Dalmácie v době 15. až 18. století. Hlavním městem tohoto celku bylo město Zara (nynější Zadar).

## Historie

### Vznik
První benátské državy v Dalmácii vznikají již na konci 11. století, kdy odvetné tažení Benátčanů porazilo slovanské Narentiny, kteří se živili pirátstvím v Jadranském moře.
Po dvacet let trvající vleklé válce mezi uherským králem Zikmundem Lucemburským a neapolskou dynastií Anjou, se král Ladislav I. Neapolský rozhodl roku 1409 dobytou Dalmácii prodat Benátské republice za skromných sto tisíc dukátů. 

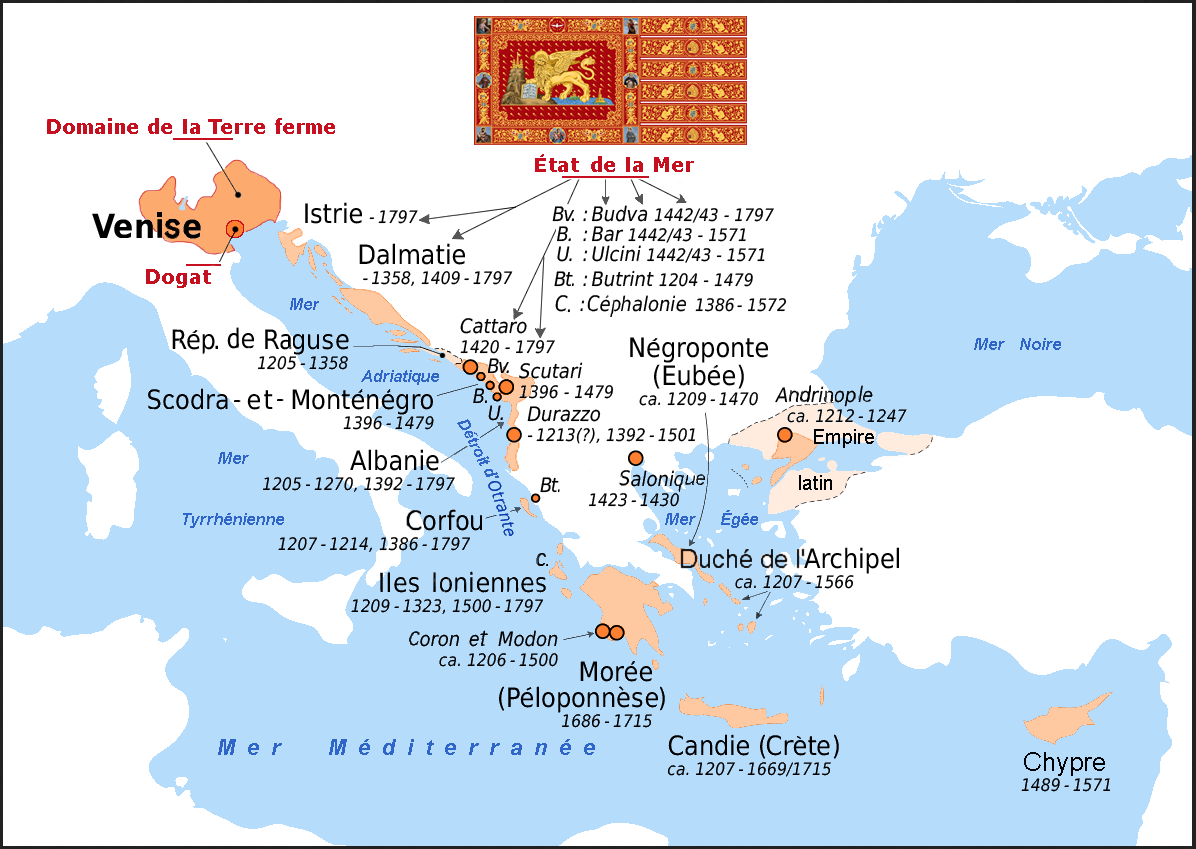
Území Benátské republiky

Zikmund se pokusil ztracenou Dalmácii získat zpět, ovšem Benátčanům se podařilo porazit Zikmundovu armádu, kterou vedl Pippo Spano z Ozory, v bitvě u Motty roku 1412. Dalmácie pak po několik století zůstala državou Benátské republiky.

### Zánik
Benátská Dalmácie zanikla v roce 1797, kdy bylo území Benátské republiky kompletně obsazeno francouzskými vojsky Napoleona Bonaparta a Benátská republika byla zrušena. Území bývalé benátské Dalmácie bylo na krátko zahrnuto pod nově utvořené Italské království a následně do Ilyrských provincií, které bylo autonomní součástí Francouzského císařství. Po konečné porážce Napoleona bylo území Vídeňským kongresem roku 1815 přiřknuto Rakouskému císařství.